# Isaac Swartwood Catlin
Pour les articles homonymes, voir Catlin.
Isaac Swartwood Catlin (8 juillet 1835 - 19 janvier 1916) est un avocat américain et un officier décoré lors de la guerre de Sécession. Natif de la ville d'Owego, New York, Catlin étudie le droit dans la ville de New York avant de retourner dans la ville d'Owego pour commencer sa carrière. Il rejoint l'armée de l'Union dans les premiers jours de la guerre de Sécession et devient le commandant du 109th New York Volunteer Infantry Regiment. Grièvement blessé lors de la bataille du Cratère, il reste sur le terrain et conduit son régiment jusqu'à être blessé une seconde fois, aboutissant à la perte de sa jambe. Pour cette action, on lui attribua la plus haute distinction da l'armée américaine, la médaille d'honneur. Après la guerre, Catlin part pour Brooklyn et s'établit comme avocat de la défense criminelle et procureur de district. Il est très actif en politique, mais perd l'élection pour la mairie de Brooklyn et refuse à plusieurs autres occasions de postuler à des postes plus élevés.

## Avant la guerre
Catlin naît le 8 juillet 1835, à Owego, New York, fils de Nathaniel et Jane (Brodhead) Catlin. Après avoir reçu sa première éducation à l'école d'Owego, il entre au Hobart College à Geneva pour une seule année,. En 1856, il part pour New York pour étudier le droit et est admis au barreau l'année. De retour à Owego en 1859, il rejoint le cabinet d'avocat de son beau-frère Benjamin F. Tracy, Tracy, Warner & Walker,. Tracy, qui a épousé la sœur de Catlin, Delinda en 1851, recevra également la médaille d'honneur lors de la guerre de Sécession, et deviendra secrétaire des États-Unis à la Marine. Catlin est élu maire de la ville d'Owego en 1860 et le reste jusqu'au déclenchement de la guerre. En 1862 à Brooklyn, Catlin épouse Virginie H. S. Bacon ; le couple a un fils et une fille,.

## Guerre de Sécession
Immédiatement après que l'appel du président Abraham Lincoln pour des volontaires au début de la guerre de Sécession, Catlin lève une compagnie d'infanterie et est nommé capitaine. L'unité, dont on dit qu'elle est « la première compagnie qui s'est enrôlée dans le Nord », est rassemblée le 14 mai 1861, au sein du 3rd New York Volunteer Infantry Regiment de Frederick Townsend. Concernant la participation du régiment à la bataille de Big Bethel le 10 juin 1861, Townsend remarque : « Il n'y a pas plus brave officier sur le champ que le capitaine Catlin, ». À la suite de la bataille, l'unité est stationnée à fort McHenry dans le Maryland.
Catlin démissionne de son poste dans la 3rd New York, le 14 mars 1862, et rejoint l'armée de cinq mois plus tard, le 2 août, avec la 109th New York Volunteer Infantry Regiment. Il commence son service dans le 109th en tant que premier lieutenant, mais est promu lieutenant-colonel seulement quelques semaines plus tard.

Promu colonel le 29 juillet 1864, il dirige la 109th New York lors de la bataille du Cratère à Petersburg, en Virginie, le lendemain. Au cours de la bataille, il est sérieusement blessé, mais retourne sur le terrain et continue à mener son régiment jusqu'à être frappé une seconde fois. La deuxième blessure nécessite l'amputation de sa jambe droite. Pour cette action, il reçoit un brevet de major-général, le 13 mars 1865, et est décoré de la médaille d'honneur plusieurs décennies plus tard, le 13 janvier 1899. La citation officielle de Catlin de la médaille d'honneur se lit comme suit :

« Dans un effort héroïque pour rallier les troupes désorganisées a été handicapé par une grave blessure. Alors qu'évacué du terrain, il a récupéré un peu et courageusement a commencé à revenir à son commandement, quand il a reçu une seconde blessure, ce qui a nécessité l'amputation de sa jambe droite. »

Catlin quitte l'armée de volontaires, le 4 juin 1865, et rejoint l'armée régulière en tant que capitaine le 6 mai 1867. À la même date, il reçoit un brevet de commandant de l'armée régulière, pour ses actions lors de la bataille de la Wilderness, et de lieutenant-colonel, pour ses actions à Petersburg. Il prend sa retraite de l'armée, le 6 mai 1870, et est simultanément promu colonel. Alors qu'il est sur la liste des retraités, il est de nouveau promu brigadier général, le 23 avril 1904.

## Carrière juridique et politique
Après la guerre, Catlin retourne à la pratique du droit à Owego avant de déménager à Brooklyn et débutant une carrière juridique là-bas. Il est élu procureur de district du comté de Tioga en 1865, et six ans plus tard, en 1871, forme un partenariat de droit à Brooklyn avec son beau-frère, Benjamin F. Tracy. Cette même année, il devient assistant du procureur pour le district est de New York. Il travaille comme avocat de la défense pénale, et sert comme conseiller juridique pour le shérif du comté de Kings pendant neuf ans. En 1877, il est élu procureur du district du comté de Kings et est réélu à ce poste en 1880. Catlin est également impliqué dans la politique ; il est républicain, sauf pendant la période de 1888 à 1896, quand il est identifié comme un « démocrate de Cleveland ». Il est candidat pour la mairie de la ville de Brooklyn en 1885, mais échoue. Il se tourne vers des basses candidatures au congrès en 1893 et pour être lieutenant-gouverneur de New York sur un ticket démocrate en 1896.
Lors du déclenchement de la guerre hispano-américaine en 1898, Catlin se porte volontaire pour le service militaire, mais est rejeté en raison de son âge avancé. Au lieu de cela, il visite Cuba et les Philippines, et écrit largement des rapports publiés sur la situation dans ces régions. Son fils, George de Grasse Catlin sert dans l'armée américaine pendant la guerre, et atteint le grade de capitaine.
Dans ses dernières années, Catlin passe son temps entre ses maisons à Brooklyn et à Owego. Il est membre de la société des guerres coloniales de New York. En janvier 1916, il souffre d'un accident vasculaire cérébral et meurt une semaine plus tard le 19 janvier dans son appartement de l'Hotel St. George de Brooklyn. Âgé de 80 ans à sa mort, il est enterré dans le cimetière national d'Arlington dans le comté d'Arlington, Virginie.